# Neonesthes microcephalus
Neonesthes microcephalus és una espècie de peix de la família dels estòmids i de l'ordre dels estomiformes.

## Morfologia
- Els mascles poden assolir 17,2 cm de longitud total.[4][5]

## Hàbitat
És un peix marí i d'aigües profundes que viu entre 600-1.600m de fondària.

## Distribució geogràfica
Es troba a l'Atlàntic oriental, l'Atlàntic sud (entre 15° i 40°S), el sud de l'Índia i el Pacífic (incloent-hi Hawaii).